# Каранденія (підрозділ окружного секретаріату)
Підрозділ окружного секретаріату Каранденія — підрозділ окружного секретаріату округу Галле, Південна провінція, Шрі-Ланка. Складається з 40 Грама Ніладхарі.